# Njego Pesa
Njego Pesa (Zaton, Yugoslavia; 30 de mayo de 1958) es un exfutbolista croata-estadounidense que jugó en la North American Soccer League y Major Indoor Soccer League. Jugó siete veces con la selección nacional de Estados Unidos.

## Trayectoria
En enero de 1979, el Dallas Tornado de la North American Soccer League (NASL) cambió a Jeff Bourne a cambio de la primera selección en el próximo College Draft. Con esa selección, se lo llevaron y lo firmaron por $ 18,000.
En 1981, experimentó una sequía goleadora con el Tornado, anotando solo un gol en 26 encuentros. El Tornado luego lo cambió a los Tampa Bay Rowdies.
Los Rowdies lo cambiaron a Tulsa Roughnecks a mitad de la temporada 1982 después de que no lograra anotar en once juegos. En 1983, firmó con el New York Arrows de la Major Indoor Soccer League (MISL).
En marzo de 1984, los Arrows lo vendieron a los St. Louis Steamers. En 1986, se mudó al New York Express, pero el equipo se retiró después del descanso de medio temporada.
Se convirtió en agente libre y firmó con los San Diego Sockers el 6 de marzo de 1987. Los Sockers lo liberaron en junio tras la derrota ante Tacoma Stars en la serie de campeonatos MISL.

## Selección nacional
Jugó siete partidos con la selección nacional de Estados Unidos entre 1979 y 1982. Marcó un gol con el equipo olímpico en una derrota de 4-2 contra Surinam en la clasificación del 2 de abril de 1980.

### Participaciones en clasificatorias
| Clasif.              | Sede   | Resultado | Part. | Goles |
| -------------------- | ------ | --------- | ----- | ----- |
| Clasif. Mundial 1982 | Varias | Eliminado | 4     | 0     |

## Clubes
| Club               | País           | Año       |
| ------------------ | -------------- | --------- |
| Dallas Tornado     | Estados Unidos | 1979-1981 |
| Tampa Bay Rowdies  | Estados Unidos | 1982      |
| Tulsa Roughnecks   | Estados Unidos | 1982-1983 |
| New York Arrows    | Estados Unidos | 1983-1984 |
| St. Louis Steamers | Estados Unidos | 1984-1986 |
| New York Express   | Estados Unidos | 1986-1987 |
| San Diego Sockers  | Estados Unidos | 1987      |

## Palmarés

### Títulos nacionales
| Título                       | Equipo           | País           | Año  |
| ---------------------------- | ---------------- | -------------- | ---- |
| North American Soccer League | Tulsa Roughnecks | Estados Unidos | 1983 |